# Adelino Moura

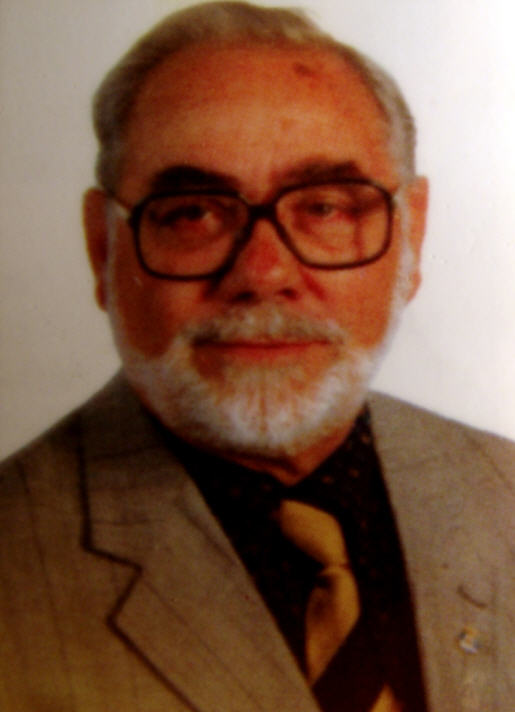
Adelino Paiva de Moura

Adelino Paiva de Moura (Almada, 18 de Abril de 1930 - 25 de Agosto de 2006) é um atleta, treinador português.
Foi inserida a sua biografia desportiva no livro "Desportistas Almadenses" - 1975, reconhecendo o seu invulgar destaque no desporto almadense e nacional, em especial na modalidade andebol.

## Actividade
- Iniciou a vida  desportiva aos 8 anos de idade, com grandes atletas almadenses como, Francisco Bastos, António Calado, Romeu Correia e, claro, com o grande homem e desportista Sérgio Malpique.
- Foi Ciclista entre 1945 e 1946, em várias provas populares.
- Jogador júnior de futebol no Almada Atlético Clube durante uma época.
- Inscrito pela 1.ª vez como júnior de andebol de 11 na época 1946/47.
- Subida a jogador sénior na época de 1948/49.
- Treinador de juniores do Almada (andebol de 11) de 1952/56.
- É eleito Vice-Presidente das Actividades Desportivas na direcção do Almada A. C. em 1956 sendo presidente nos últimos 5 meses por renúncia do titular.
- Campeão como jogador,da 2.ª Divisão de Andebol 7 da Associação de Andebol de Lisboa, na época de 1956/57.
- Em 1956 e 1957 treinador do Liberdade F. C.
- Jogador-treinador na época de 1957/58, de seniores do Almada A.C. em "11" e "7".
- Inicia carreira de treinador que terminou no Almada na época de 1989/90.
- Em 1958 é pela primeira vez treinador da Selecção Nacional de Andebol, para um torneio realizado em Barcelona com mais 5 equipas.
- Presidente da Direcção do Grupo Desportivo do Pessoal da Companhia Portuguesa de Pesca de 1956 a 1970 e Presidente da Mesa da Assembleia Geral de 1970 a 1975 do mesmo Grupo.
- Campeão da 1.ª Divisão de Honra da Associação de Andebol de Lisboa, como treinador - 1958/59.
- Diversas classificações nos lugares de honra em "11" e "7" em campeonatos regionais e nacionais.
- Frequência de um curso de treinador de andebol de "11" e "7", realizado no I.N.E.F. em 1958.
- Seleccionador-treinador da Associação de Andebol de Setúbal, para os jogos luso-brasileiros, em 1960.
- Treinador do Vitória de Setúbal (em acumulação com o Almada A. C.) em 1960/61/62.
- Treinador do Naval Setubalense nos últimos 4 meses da época de 1962.
- Distinguido com o prémio gratidão, pelo Vitória de Setúbal a 20 de Novembro de 1962 é.
- Sócio de mérito do Almada A. C. e emblema de ouro - 1963.
- Sócio de mérito da Associação de Andebol de Lisboa - 1964.
- Nomeado Seleccionador-treinador do Sul, para jogos com o Norte durante 2 anos.
- Membro do Corpo docente de um curso de treinadores organizado pela Federação Portuguesa de Andebol.
- Selecionador-treinador do Sul e treinador da Selecção Nacional para a Taça Latina na época de 1967/68.
- Treinador apenas das equipas de Juniores e Juvenis do Almada A. C. - 1968/69/70, pela necessidade de formar novos valores.

Em 1970 foi treinador e supervisor de todas as equipas do Almada A. C.
Frequência de um curso de treinador, em Madrid a expensas da F.P.A. em 1967 e de um curso de treinadores em Trogir, Jugoslávia, a expensas próprias, em 1968.
- 1969 Seleccionador-treinador Nacional, para um torneio a disputar em Madrid e ganho por Portugal.
- Louvor da Federação Portuguesa de Andebol, em 25 de Janeiro de 1969, pelo trabalho desenvolvido com a Selecção Nacional Esperança na Taça Latina em Bordéus.
- Duas vezes Campeão Nacional de Andebol de "7", da 2.ª Divisão, pelo Almada A. C.
- Em 1970, coordenador da Federação Portuguesa de Andebol, junto da Selecção Nacional, que disputou a Taça Latina, em Lisboa e membro do Comité de Selecção para um jogo com a Alemanha no Porto que orientou.
- Proferiu palestras sobre andebol por todo o País, sobressaindo as organizadas pela Comissão Central de Árbitros.

Em 1973 é o responsável pela Organização dos Jogos Juvenis de Almada, a convite do Presidente da C.M.A. Grande movimentação de jovens.
- Nas épocas de 1974/75/76 é treinador da Selecção Nacional para o Campeonato do Mundo, Grupo C, disputado em Lisboa, em que Portugal foi campeão, e ainda para disputa de acesso ao Grupo B, disputado na Áustria.
- Louvor da Federação Portuguesa de Andebol em 28 de Agosto de 1976, pelo bom comportamento no jogo Almada-F. C. do Porto, na final da Taça de Portugal.
- Louvor da Federação Portuguesa de Andebol em 5 de Março de 1977. pelo trabalho desenvolvido com a Selecção Nacional, que disputou o Grupo B.
- Treinador do Sport Lisboa e Benfica de Maio de 1981 a Fevereiro de 1982.
- Membro do Conselho Jurisdicional da Associação de Andebol de Lisboa em 1980 e 1981.

Em 1989 é eleito Presidente do Conselho Técnico da Associação de Andebol de Lisboa.
Testemunhando o seu carácter altruísta, regista-se que a única vez que foi remunerado, foi quando treinou o Sport Lisboa e Benfica. É irmão do reconhecido cooperativista almadense Fernando Moura.
Adelino Moura faleceu em 25 de Agosto de 2006, em Almada, cidade que como homem e desportista  muito deve. Foi dado o seu nome ao pavilhão desportivo de Almada.

## Distinção
Tendo em consideração o seu desempenho como treinador e seleccionador  da equipa nacional de andebol foi distinguido Adelino Moura com a medalha de bons serviços, nos termos dos arts. 2º e 6º Dec.-Lei 55/86, 15-3, pelo Ministro da educação António Fernando Couto dos Santos.